# トンガモセセ
トンガ モセセ（TONGA Mosese、1992年4月5日 - ）は、ジャパンラグビーリーグワン日本製鉄釜石シーウェイブスRFCに所属する日本人ラグビー選手。

## プロフィール
- トンガ出身[1]。
- ポジションはセンター(CTB)。
- 身長 173 cm、体重 103 kg
- 旧表記モセセ・トンガ[2]。

## 略歴
2012年、日本航空石川卒業後、天理大学に入る。
2016年、天理大学卒業後、日野レッドドルフィンズに加入。同年9月10日に行われたトップイーストリーグDiv.1第1節の栗田工業ウォーターガッシュ戦に途中出場で公式戦初出場を果たす。
2023年、日本製鉄釜石シーウェイブスに加入。